# Římskokatolická farnost Dolní Vltavice
Římskokatolická farnost Dolní Vltavice je zaniklým územním společenstvím římských katolíků v rámci českokrumlovského vikariátu českobudějovické diecéze.

## O farnosti

### Historie
Plebánie je v místě (Dolní Vltavice nesla tehdy název Heršov) doložena v roce 1355. Duchovní správu zde obstarávali cisterciáci ze Zlaté Koruny. V roce 1958 byl dolnovltavický kostel zatopen v souvislosti se stavbou Lipenské přehradní nádrže. Při nízkém stavu vody nicméně jeho věž vyčnívala nad hladinu a proto byla jeho vyčnívající část následně odstřelena.

#### Historický obvod farnosti
Do obvodu farnosti Dolní Vltavice patřila tato sídla: Bližná, Dolní Borková, Dolní Pestřice, Dolní Vltavice,  Horní Borková, Kozí Stráň, Kyselov, Račín a Radslav.

### Současnost
Farnost dne 31.12.2019 zanikla. Jejím právním nástupcem je Římskokatolická farnost Černá v Pošumaví.
| Kostel              | Místo          | Bohoslužba             | Bohoslužba             | Poznámka              |
| ------------------- | -------------- | ---------------------- | ---------------------- | --------------------- |
| Kostel sv. Linharta | Dolní Vltavice | nelze sloužit          | nelze sloužit          | zatopený farní kostel |
| Kaple Panny Marie   | Dolní Vltavice | neslouží se pravidelně | neslouží se pravidelně | obecní kaple          |